# Грайфен
Грайфен или Грейфензе (нем. Greifensee) — проточное озеро на севере Швейцарии. Располагается в центральной части кантона Цюрих, по периметру к озеру прилегает территория округа Устер.
Озеро находится на высоте 435 м над уровнем моря.